# Golf de Berau
El golf de Berau (en malai: Teluk Berau), anteriorment golf de MacCleur, es troba a l'extrem oest de l'illa de Nova Guinea, dins la Província de Papua Occidental d'Indonèsia. El golf separa les penínsules de Doberai, al nord, de la de Bomberai, al sud. A l'oest s'obre al mar de Ceram, mentre a l'est es tanca en la badia de Bintuni.